# Вольта-Мантована
Вольта-Мантована (итал. Volta Mantovana) — коммуна в Италии, располагается в регионе Ломбардия, подчиняется административному центру Мантуя.
Население составляет 6628 человек (на 2001 г.), плотность населения составляет 132 чел./км². Занимает площадь 50,31 км². Почтовый индекс — 46049. Телефонный код — 0376.
Покровительницей коммуны почитается святая равноапостольная Мария Магдалина. Праздник ежегодно празднуется 22 июля.
Во время Первой войны за объединение Италии при Вольта-Мантоване 26 и 27 июля 1848 года произошло сражение , которое стало последней и безуспешной попыткой пьемонтских войск остановить австрийцев после битвы при Кустоцце. 